# Shine (canción de Raven-Symoné)
«Shine» (en español: «Brillar») es una canción de la actriz y cantante estadounidense Raven-Symoné.

## Información
Fue grabada para la banda sonora That's So Raven, de la serie original de Disney Channel homónima. La canción fue el tercer sencillo para promocionar dicha banda sonora.
Raven cantó y bailó parte de esta canción en un episodio de su serie, porque en dicho episodio ella, bajo el nombre de su personaje Raven Baxter, estaba intentando impresionar a un buscador de talento. La canción fue escrita por Charlene Licera y Ray Cham, y producida por este último.
El video musical oficial fue grabado en vivo durante un concierto.